# Ficus microcarpa
El ficus de l'Índia (Ficus microcarpa) és una espècie de moràcies nadiua de l'Àsia tropical. L'espècie ha sigut catalogada per l'EPPO com a invasiva.

## Etimologia
- Ficus: nom llatí donat a la figuera.
- microcarpa: mot compost d'origen grec per micros (xicotet) i carpa (fruit).[4]

## Descripció
Arbre corpulent, de gran port que pot superar els 25 m d'altura, que ramifica a poca distància del sòl i genera una copa molt ampla, frondosa i de fullatge perenne que dona bona ombra. El tronc pot aconseguir 1 m de diàmetre i presenta una escorça generalment llisa i grisenca. Sol eixamplar-se en la base i sovint de les seues branques inferiors pengen nombroses arrels aèries que arriben fins al sòl. Les fulles són simples, alternes, més o menys ovadoel·líptiques, de 4-10 cm de longitud per 2-4 cm d'amplària, amb marge sencer i lleugerament coriàcies. En tallar-les desprenen làtex. Són glabres, de color verd fosc brillant i recorden a les del popular Ficus benjamina, encara que les del ficus de l'Índia no acaben en una punta llarga i més o menys corbada. Aquesta espècie presenta unes flors peculiars que solen aparéixer amagades i embolicades pel mateix fruit (siconi). Els fruits, que en realitat són xicotetes figues, tenen menys d'1 cm de diàmetre i són carnosos, de color verd groguenc al principi i porpra en madurar. Cadascun contenen al voltant de 150 llavors de mitjana i uns 100.000 fruits per individu. Normalment creixen en parelles directament sobre les branques i no tenen peduncle. Aquest arbre fructifica quasi tot l'any, excepte en els mesos de tardor, per la qual cosa el sòl que l'envolta sempre sol estar cobert de fruits.

## Hàbitat i distribució
Es tracta d'un arbre poc exigent i de ràpid creixement, és a dir, és una planta pionera. Prefereix climes subtropicals o temperats, ja que no suporta bé el fred. Creix millor a ple sol i en quasi qualsevol tipus de sòl, ja que el seu extens i poderós sistema radicular li permet accedir a fonts recòndites d'aigua subterrània. La fusta, trencadissa, es trenca amb una certa facilitat per efecte del vent. D'altra banda, aguanta bé la proximitat de la mar, tant és així que a Canàries podem veure'l des del nivell de la mar fins als 800 m d'altitud.
Creix de manera natural a l'Índia, el sud de la Xina, el sud-est d'Àsia, Austràlia, Oceania i la majoria de les illes de l'oceà Índic. A les Illes Canàries, el ficus de l'Índia ha sigut profusament cultivat amb finalitats ornamentals o com a arbre d'ombra en parcs i places. Segons el Banc de Dades de Biodiversitat de Canàries (2014), aquesta espècie ha sigut citada com assilvestrada a la Palma, La Gomera, Tenerife i Gran Canària.
Segons un article publicat en la revista científica Insect Conservation and Diversity, que compta amb la participació del botànic Alfredo Reyes Betancort, la dispersió d'aquest arbre a les illes es va deure principalment a l'arribada a Canàries d'unes vespes (Eupristina verticillata i Micranisa degastris) que viuen a l'interior dels seus fruits i que fan possible la seua pol·linització.

## Taxonomia
A conseqüència de la gran dispersió d'aquesta espècie presenta un alt grau de variabilitat, de la qual s'han descrit algunes varietats, la majoria d'aquestes estan actualment sinominitzades amb l'espècie.
- var. hallii (F. M. Bailey) Corner
- var. saffordii (Merr.) Corner

De la mateixa manera, els nombrosos cultivars també mostren l'alta variabilitat genètica de l'espècie.

## Història
Aquest arbre va arribar a Canàries a meitat del segle xix i prompte es va apropiar de places, rambles, alberedes, parcs i jardins de tot l'arxipèlag.
Probablement l'arribada d'aquest arbre a Canàries és una herència dels antics indians, com es coneix als emigrants espanyols a Amèrica que, al seu retorn a les illes, van portar amb ells exemplars procedents de Cuba. Així, el geògraf canari Javier Estévez recull en el seu llibre Gigantes en las Hespérides la següent curiositat sobre l'illa de la Palma: «Seria l'any 1863, a Los Llanos de Aridane, a la Plaça d'Espanya, quan uns emigrants van remetre uns ficus de l'Índia que serien plantats on actualment es troben». I afegeix: «aquests ficus de l'Índia, (...), són un capítol de la nostra peculiar història i relació amb Cuba».
Per l'anècdota que l'acompanya, un altre exemplar singular d'aquest arbre és el ‛Árbol del Responso’ situat en la capital canària, concretament en l'històric barri de Vegueta. Cap al 1835, en no disposar de lloc per a les seues pompes fúnebres, la colònia britànica instal·lada a l'illa va decidir que els seus finats reberen, just abans d'arribar al cementeri, el respons del seu pastor protestant sota el recer d'un ficus de l'Índia. Rafael Guerra, president de l'Associació en Defensa del Patrimoni de Canàries (Depaca), relata: «I aquest costum va seguir, quan es va produir l'epidèmia de còlera de l'any 1851. (...) la gent tenia por al contagi i va decidir acomiadar-se dels seus morts davall de l'immens ficus de l'Índia».

## Biologia
Cada espècie del gènere Ficus té una relació simbiòtica amb una vespa agaònida específica per a ser pol·linitzades, la vespa només pondrà dins el siconi de la seua espècie de Ficus associada. La vespa associada amb F. microcarpa és Eupristina verticillata.
La dispersió de les llavors normalment es duu a terme per les aus, ornitocòria.
El ficus de l'Índia sovint comença la seua vida com una epífita, envoltant al seu arbre hoste amb les seues arrels i eventualment estrenyent-lo. L'espècie també crea bosquets densos i impenetrables que ombrejaran i mataran qualsevol flora que es trobe davall.

### Plagues i malalties
- Macrohomotoma gladiata (psil·la del ficus): Es tracta d'un insecte de metamorfosi incompleta d'origen asiàtic. Genera danys, ja que s'alimenta del floema de l'arbre i crea un embolcall cotonós molt abundant per tota la capçada de l'arbre que serveix com a coberta protectora al propi insecte que dona una sensació que els arbres estiguen totalment “nevats”. Es va detectar per primera vegada a les Illes Balears, Alacant, Múrcia, Barcelona i Andalusia. La seua presència s'ha observat eventualment també a Itàlia. Al territori podem trobar a Anthocoris nemoralis com a depredador natural.[7]
- Greenidea ficicola (pugó): El cos és d'aspecte piriforme i tot ell està cobert de grans sedes. La seua característica principal són els sifons, molt llargs almenys 1/3 de la longitud del cos. Les colònies es desenvolupen en l'anvers de les fulles, brots i fins i tot fruits de diverses espècies de ficus, és destacable la gran producció de mel de melada que generen.[3]

Danys (esquerra) i larva (dreta) de Phauda flammans.

- Pseudococcus longispinus (cotonet): Danys (esquerra) i larva (dreta) de Phauda flammans. El trobem en totes les regions tropicals i subtropicals del món. Els danys que genera són les secrecions de mel de melada que solen derivar en l'aparició de la negreta. El dany és proporcional al nombre d'individus, també genera un dany estètic a causa de la producció de secrecions cèries.[3]
- Gynaikothrips ficorum (trips): el seu origen es situa a Àsia Oriental coincidint amb el d'aquesta espècie de ficus. Els danys que s'observen són provocats per les picades nutricionals de les larves i adults. Les larves piquen el feix de les fulles tendres en una i una altra part la de la nervadura central. La toxicitat de la saliva que injecta provoca la multiplicació aberrant de les cèl·lules del parènquima i l'aparició d'un dipòsit excessiu de pigmentació, la fulla s'arruga i es replega fins a la vora creant-se una espècie de cilindre amb una coloració que amb el temps passa a ser violeta i s'enfosqueix.[3]

## Usos
El seus ús més estés és com a ornamental, per la seua copa ampla i espessa és molt apreciada per a resguardar-se del sol. La ciutat de Santa Cruz de Tenerife atresora una gran quantitat de magnífics exemplars. Com comenta el botànic alemany Günther Kunkel en el seu tractat florístic de l'arxipèlag canari, aquest arbre a vegades constitueix un refugi per als teuladins. El seu inconvenient és que, amb el desenvolupament de les arrels, tendeix a alçar el paviment i a danyar murs, edificacions o conductes d'aigua pròxims.
En l'arxipèlag canari no és una planta que es distingisca pel seu ús medicinal. En alguns llocs, les seues figues són utilitzades com a analgèsic. Les gemmes i les fulles són tòxiques si s'ingereixen, però de vegades s'empren per a tractar la conjuntivitis, mentre que les arrels aèries en loció s'utilitzen per a mitigar el reumatisme i la inflamació de peus. També les cendres obtingudes en cremar les arrels s'apliquen per a calmar el dolor de dents. Un cataplasma de fulles i d'escorça pot aplicar-se sobre ferides i contusions, i el làtex se sol emprar en cas de còlics i malalties hepàtiques.
També s'utilitza sovint per a la creació d'atractius bonsais amb nombroses arrels aèries. Recentment, a partir d'aquesta espècie s'ha obtingut una varietat coneguda com ‛ficus ginseng’, que es caracteritza per la forma bulbosa i deforme de les seues voluminoses arrels.

## Galeria

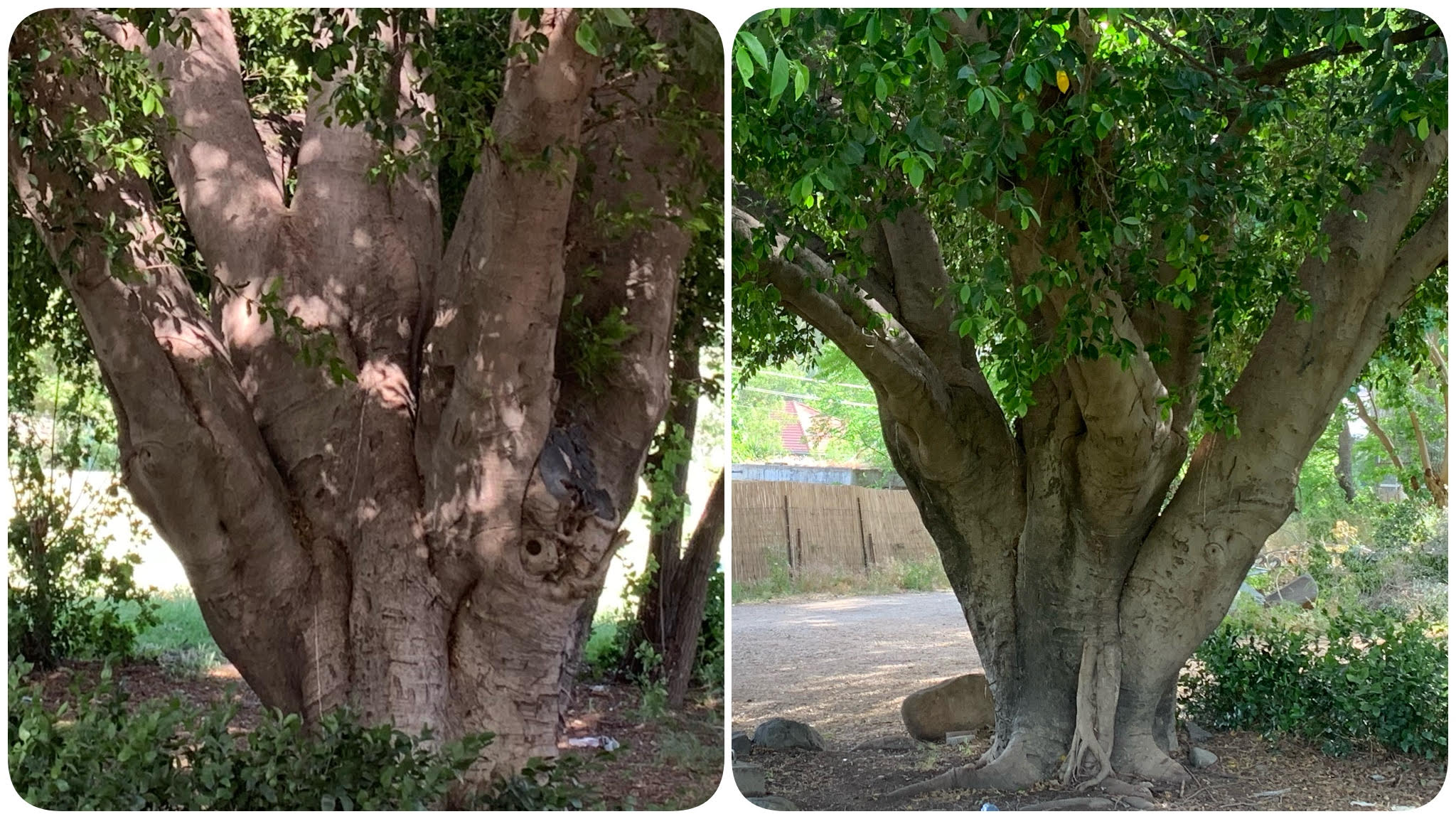
Tronc
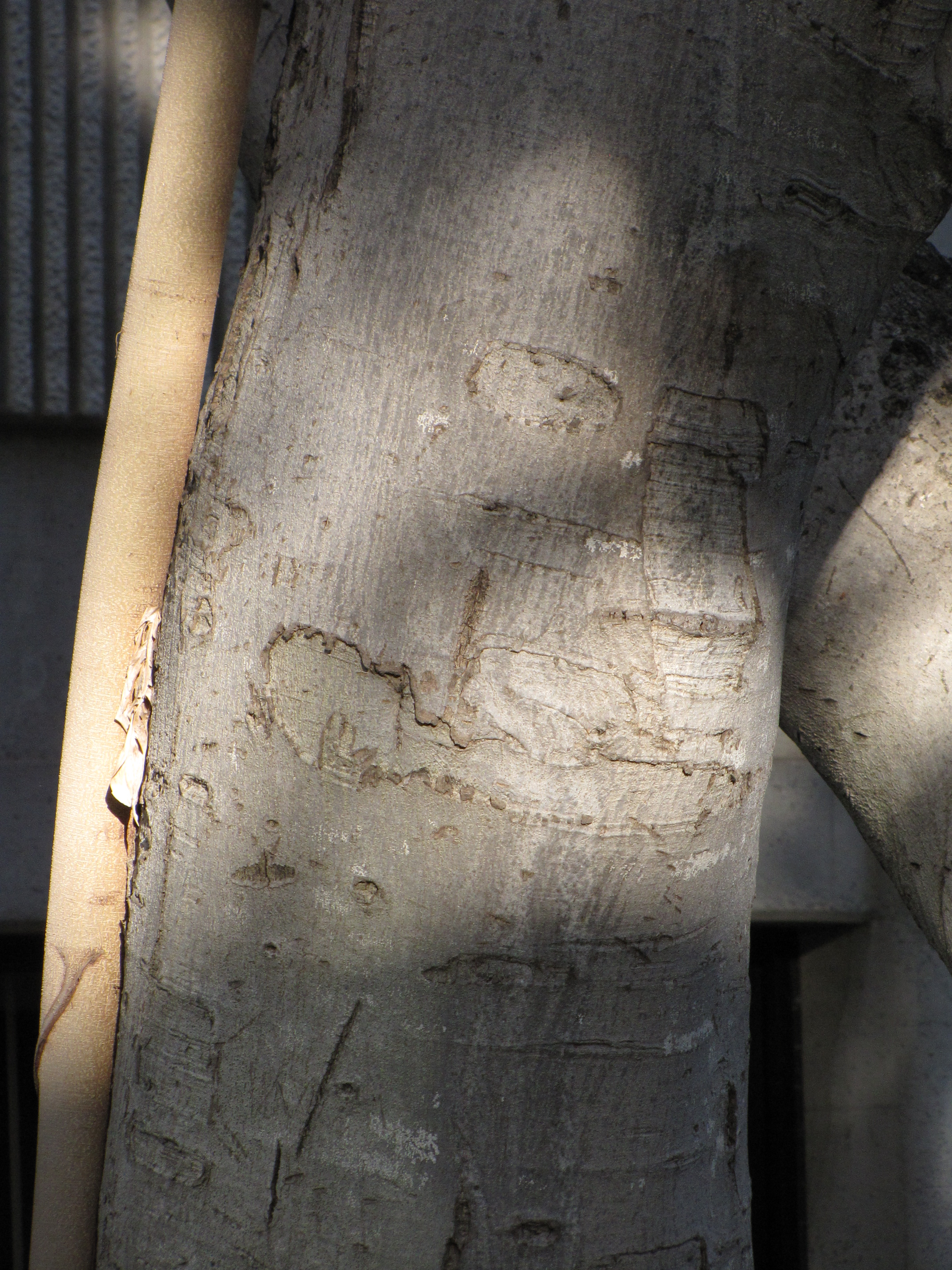
Escorça
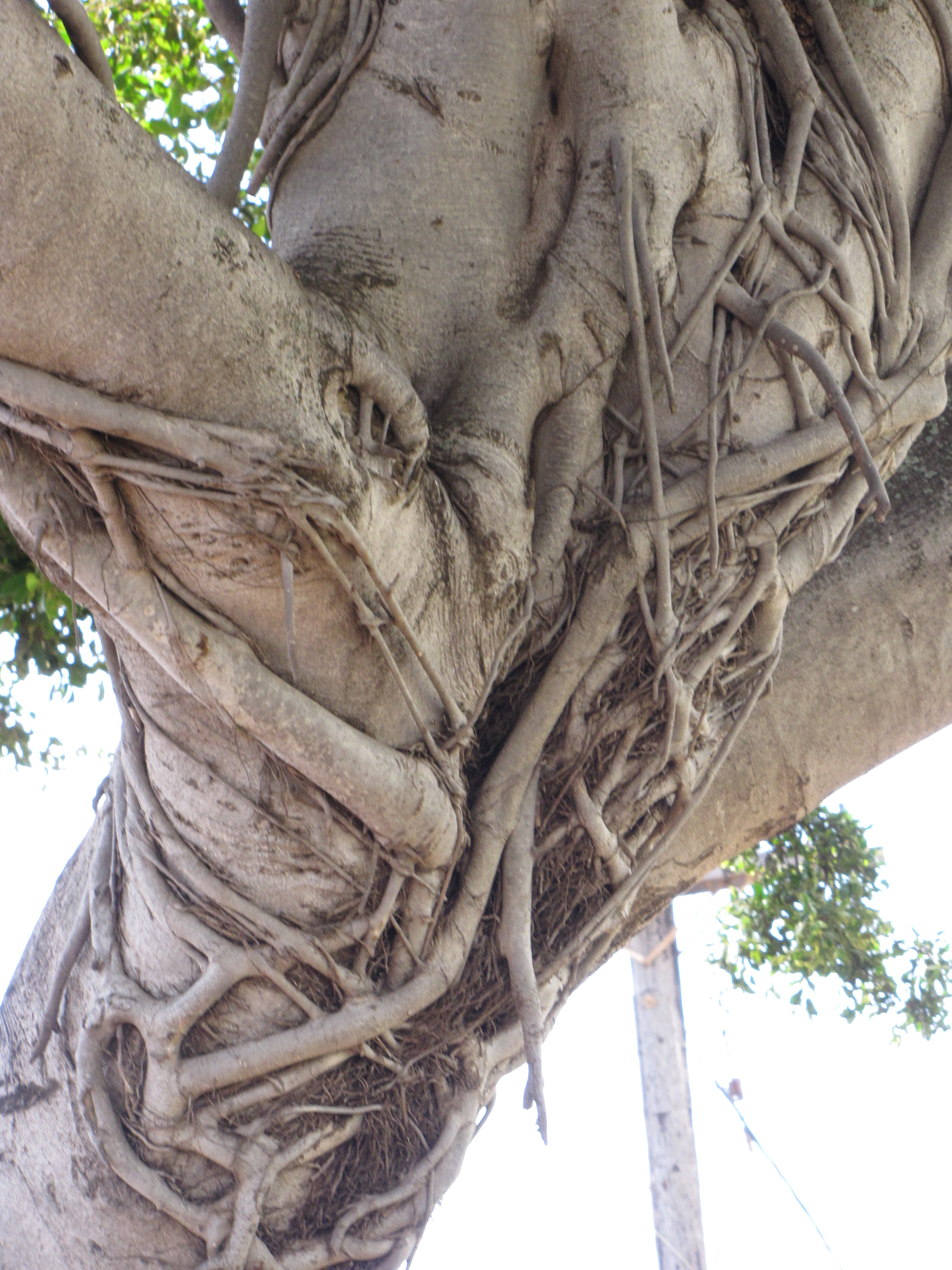
Arrels caulògenes
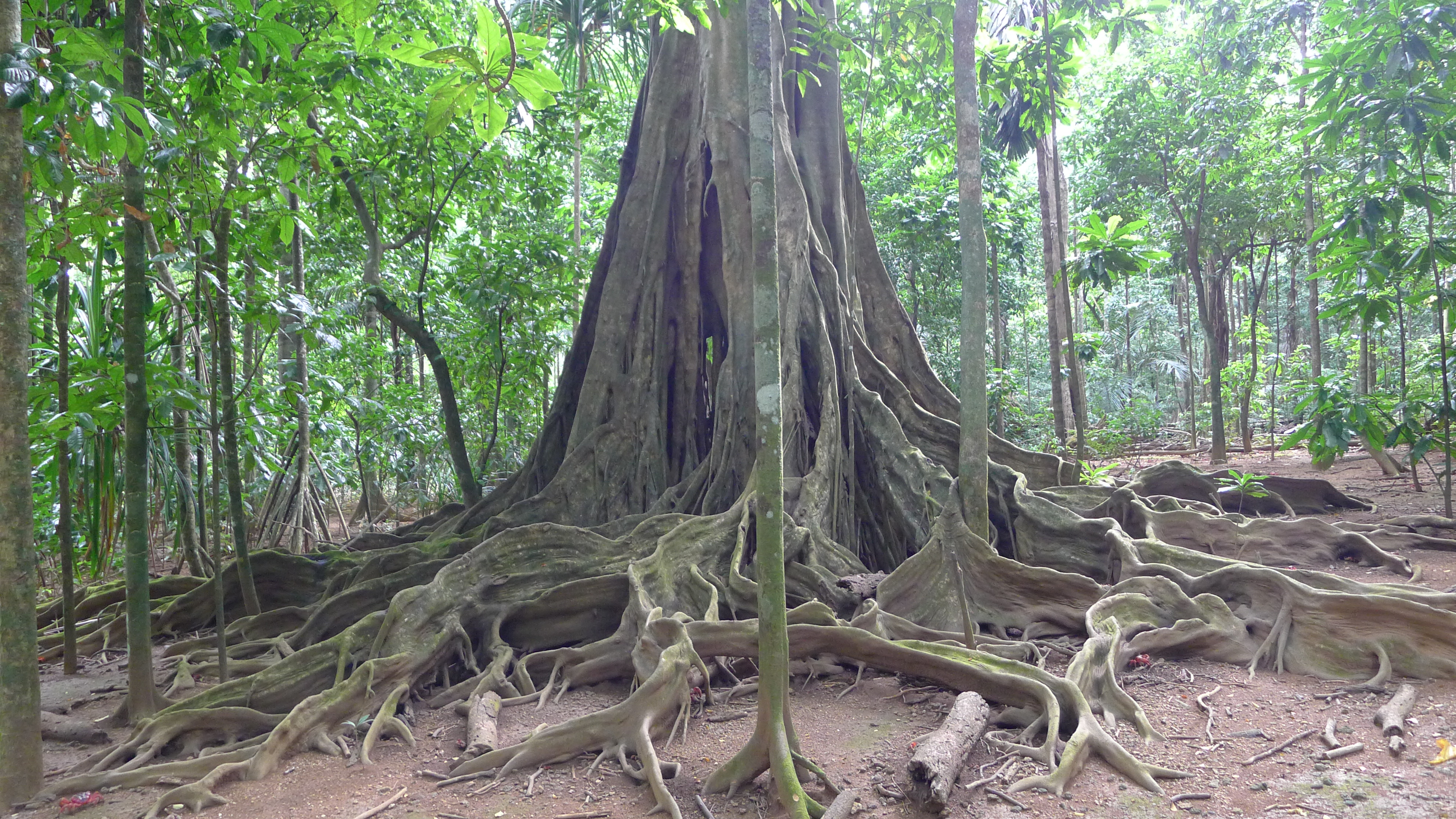
Arrels caulògenes
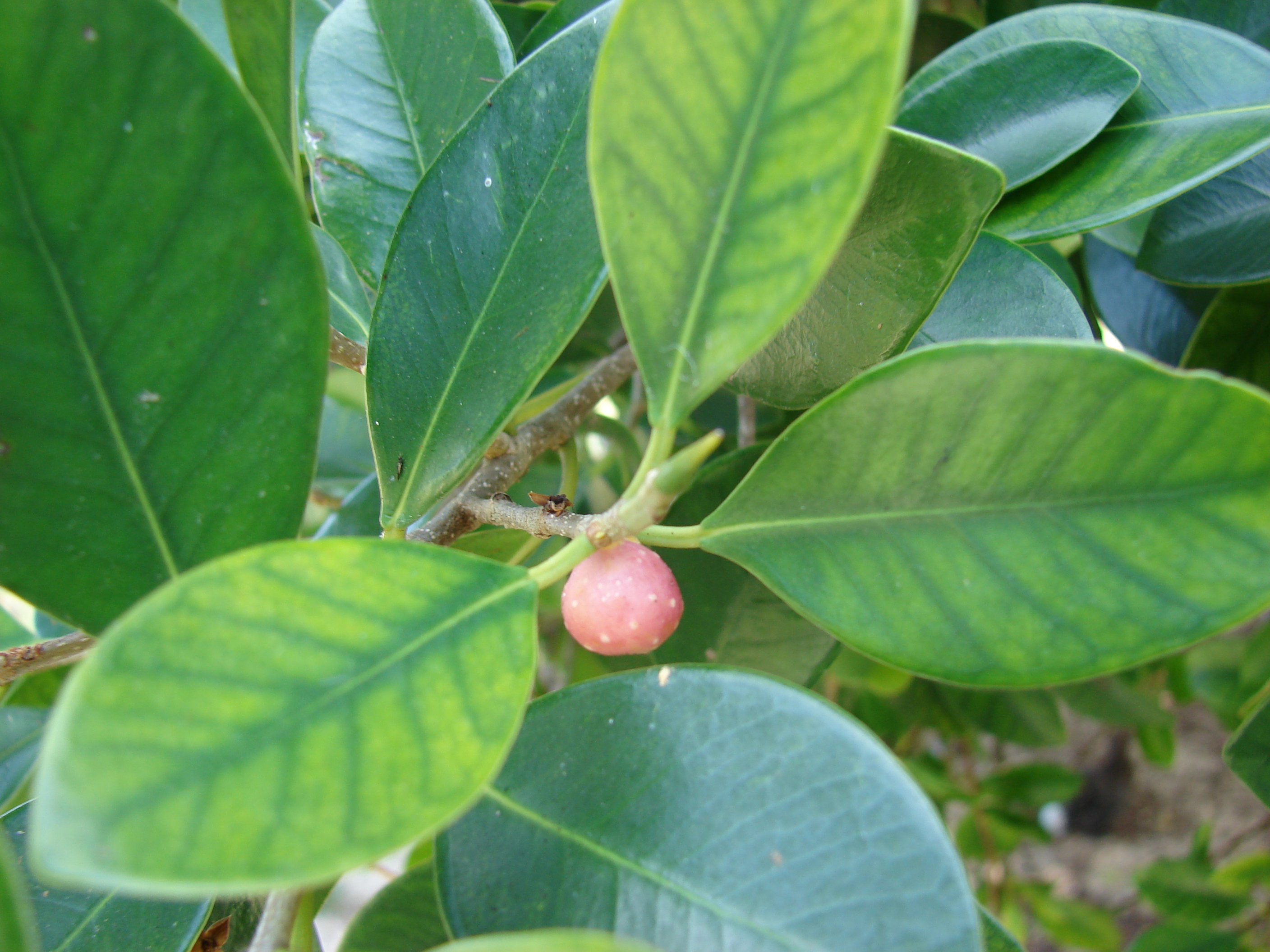
Fulles
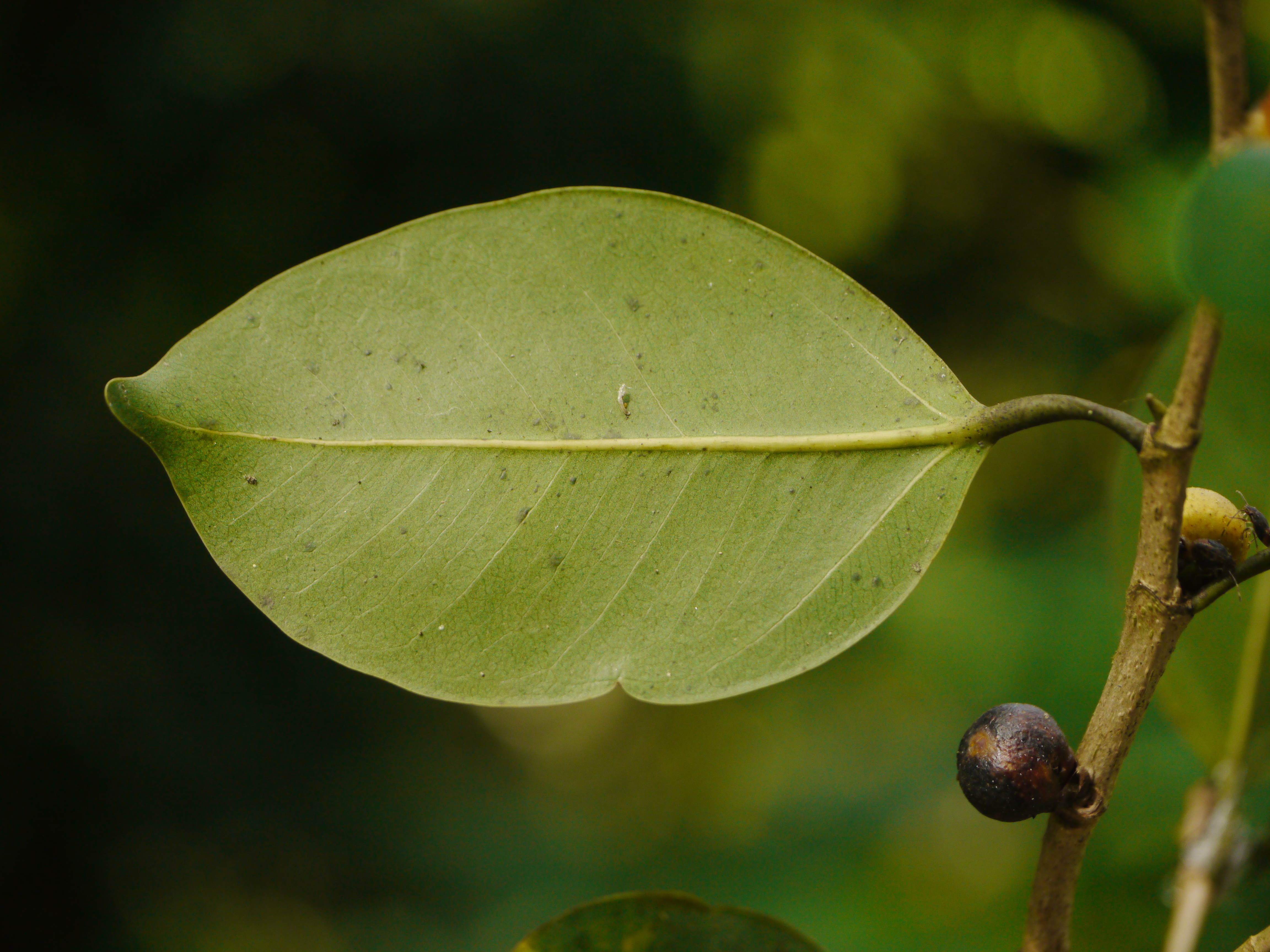
Fulla (revers)
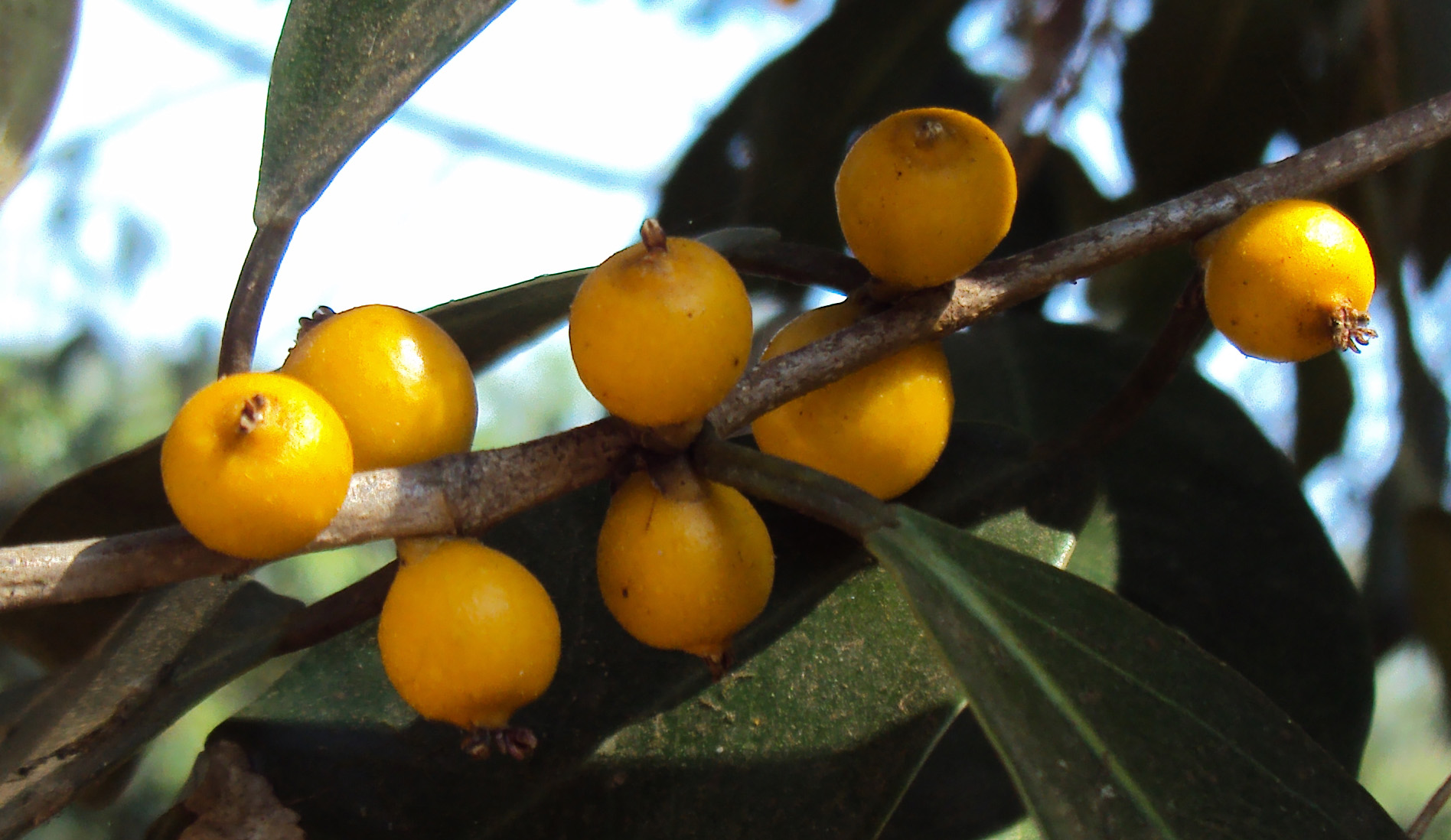
Siconis
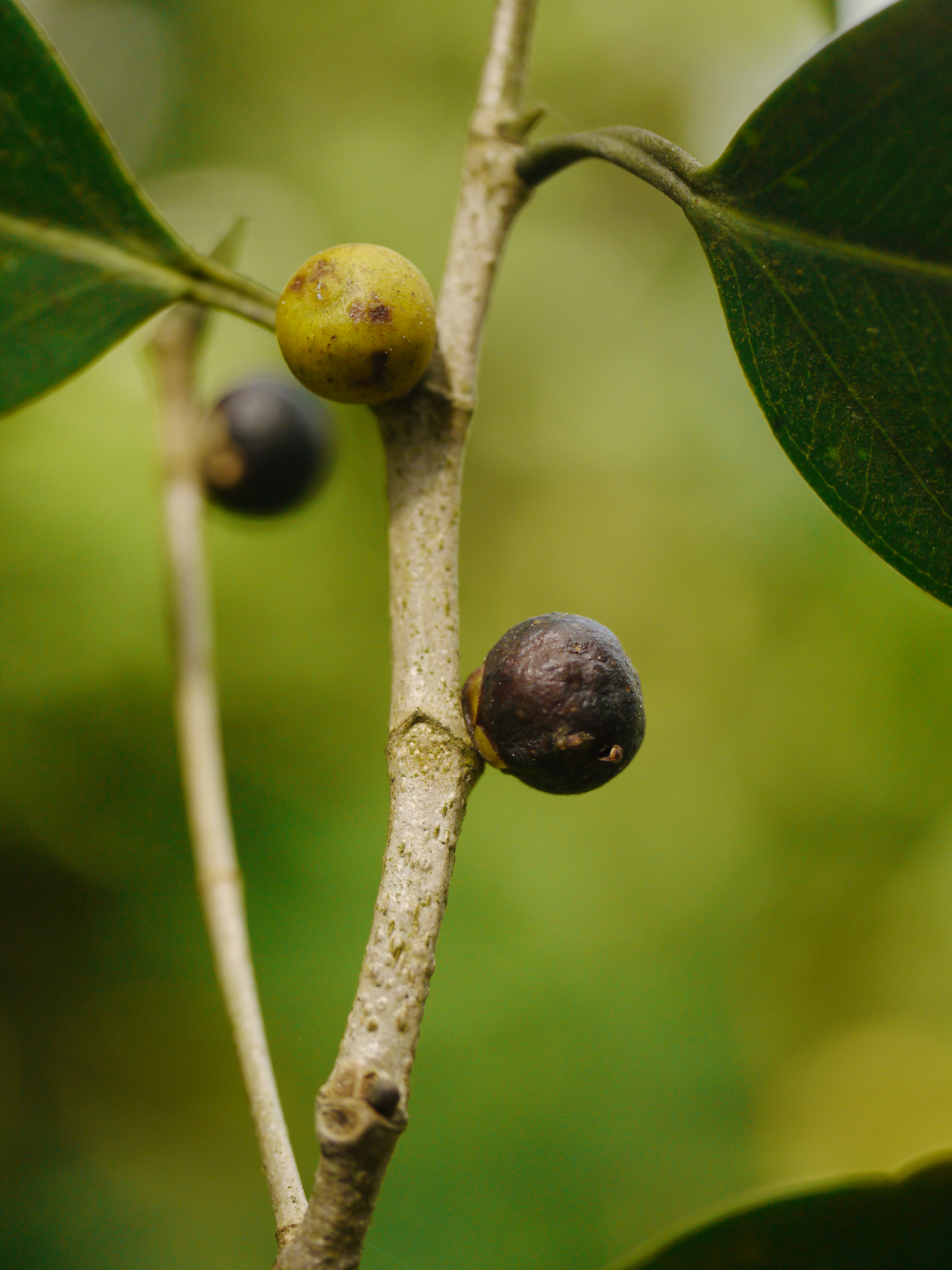
Siconi madur
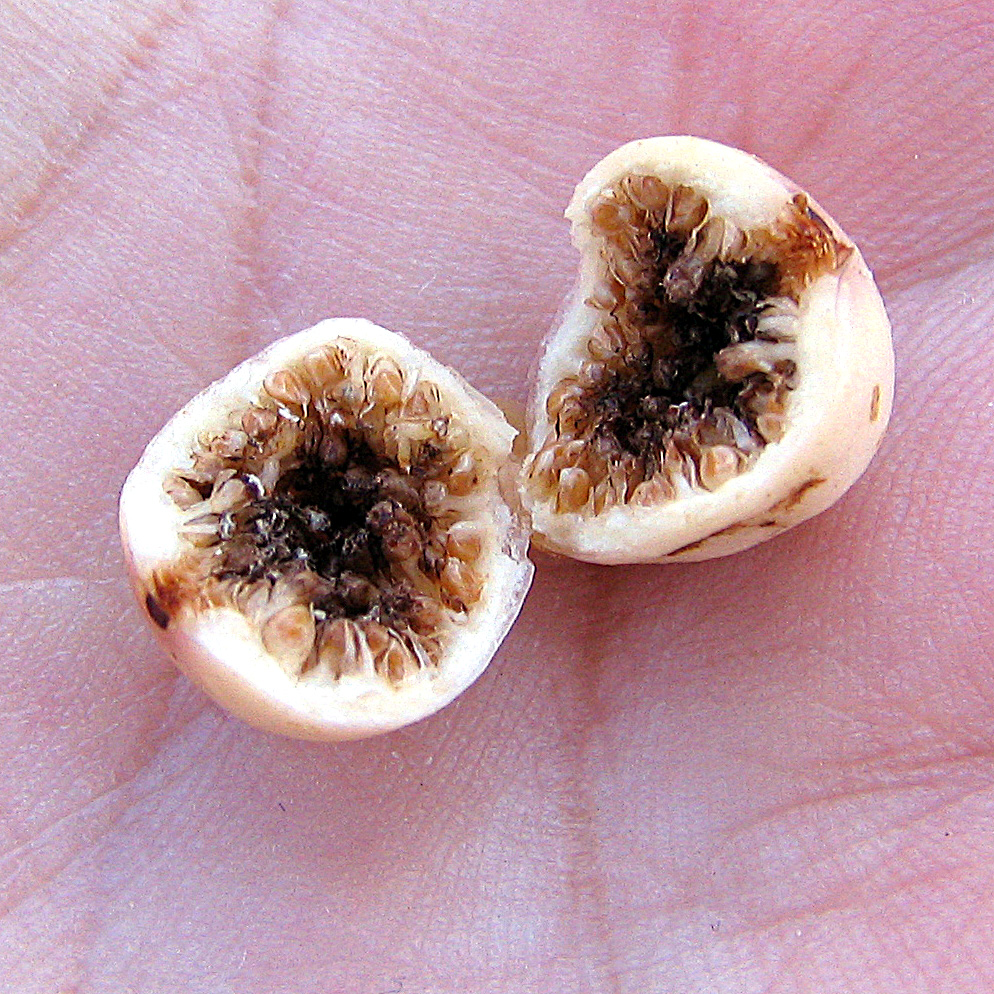
Siconi madur (tall longitudinal)
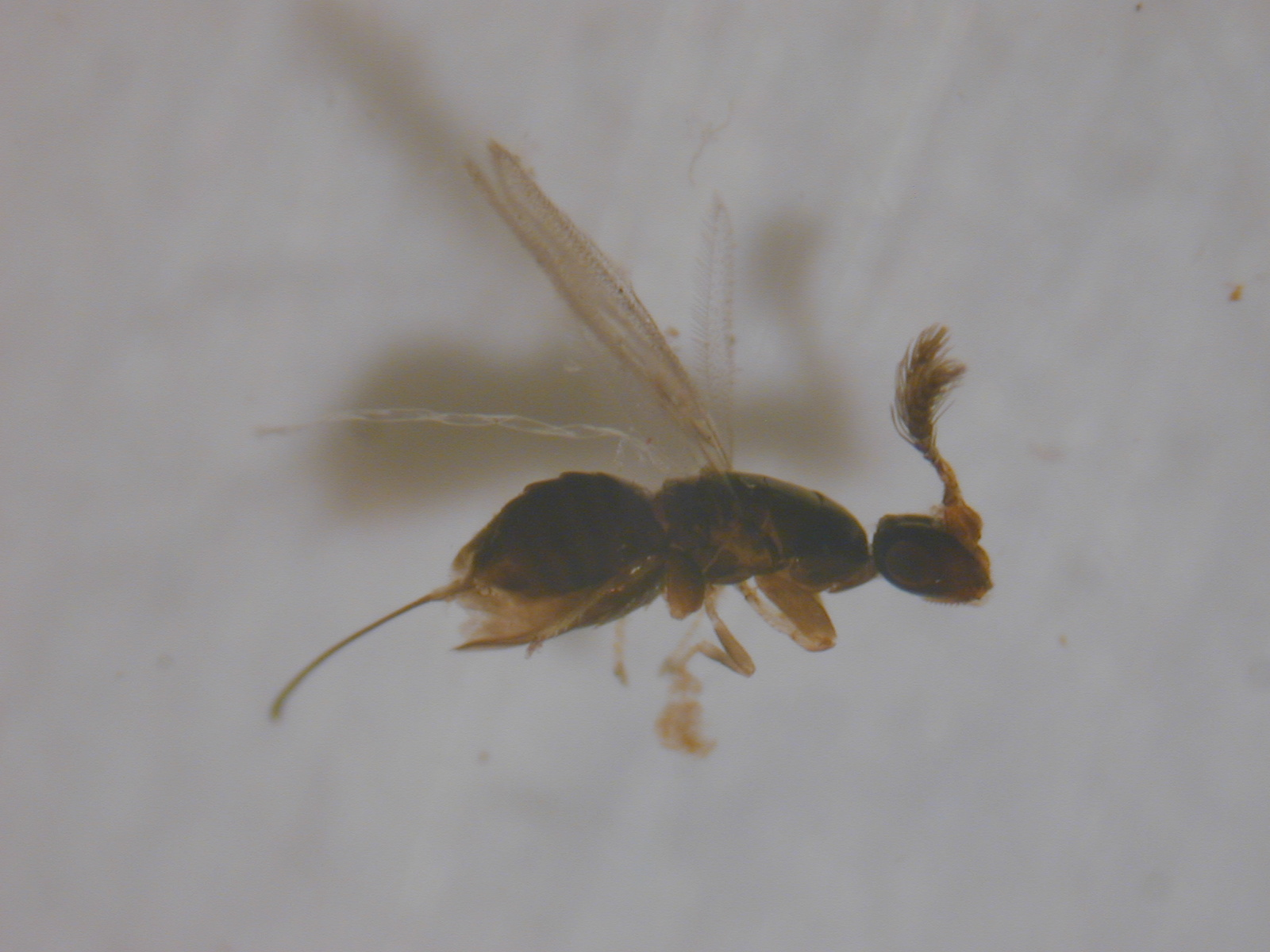
Vespa femella (Eupristina verticillata)
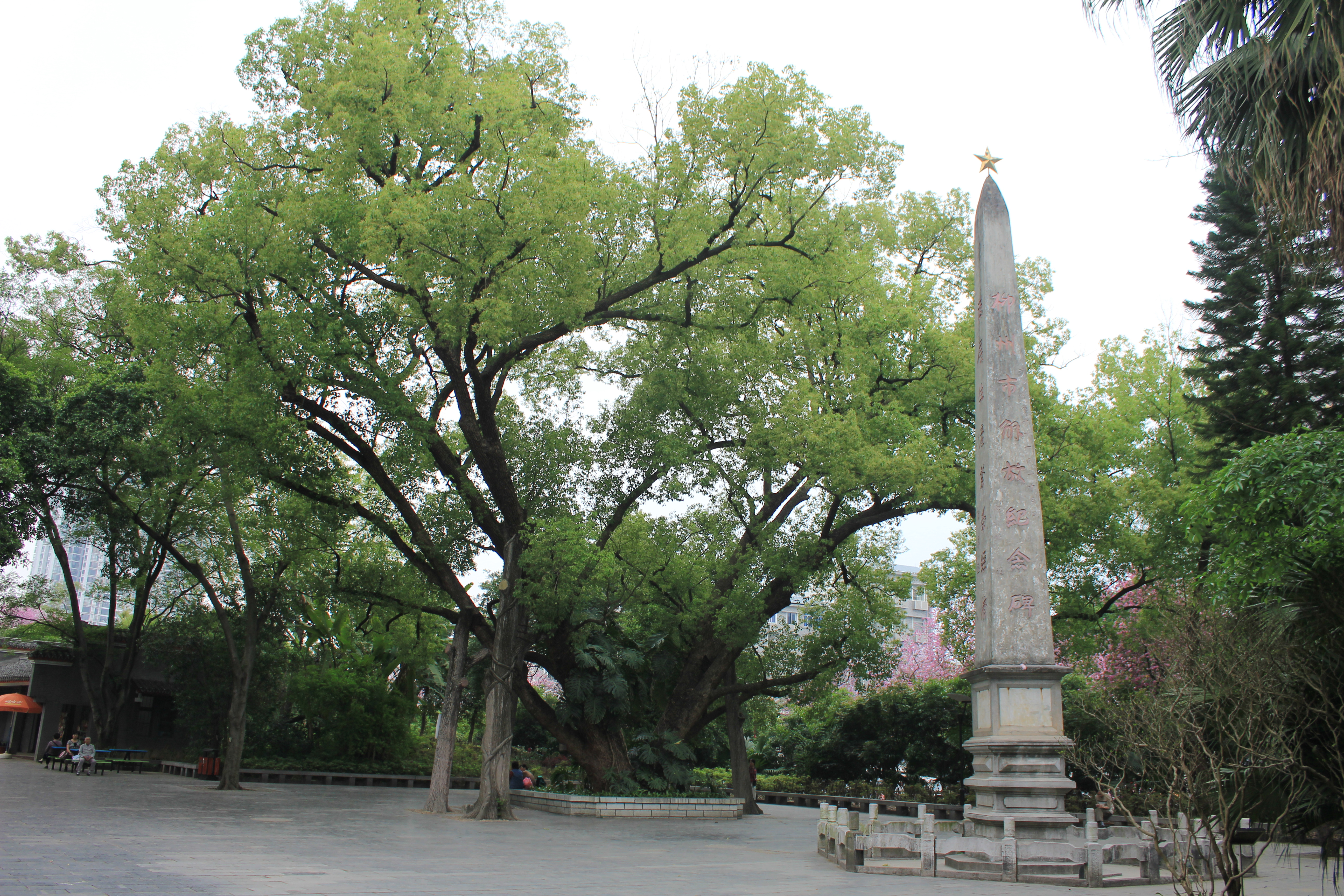
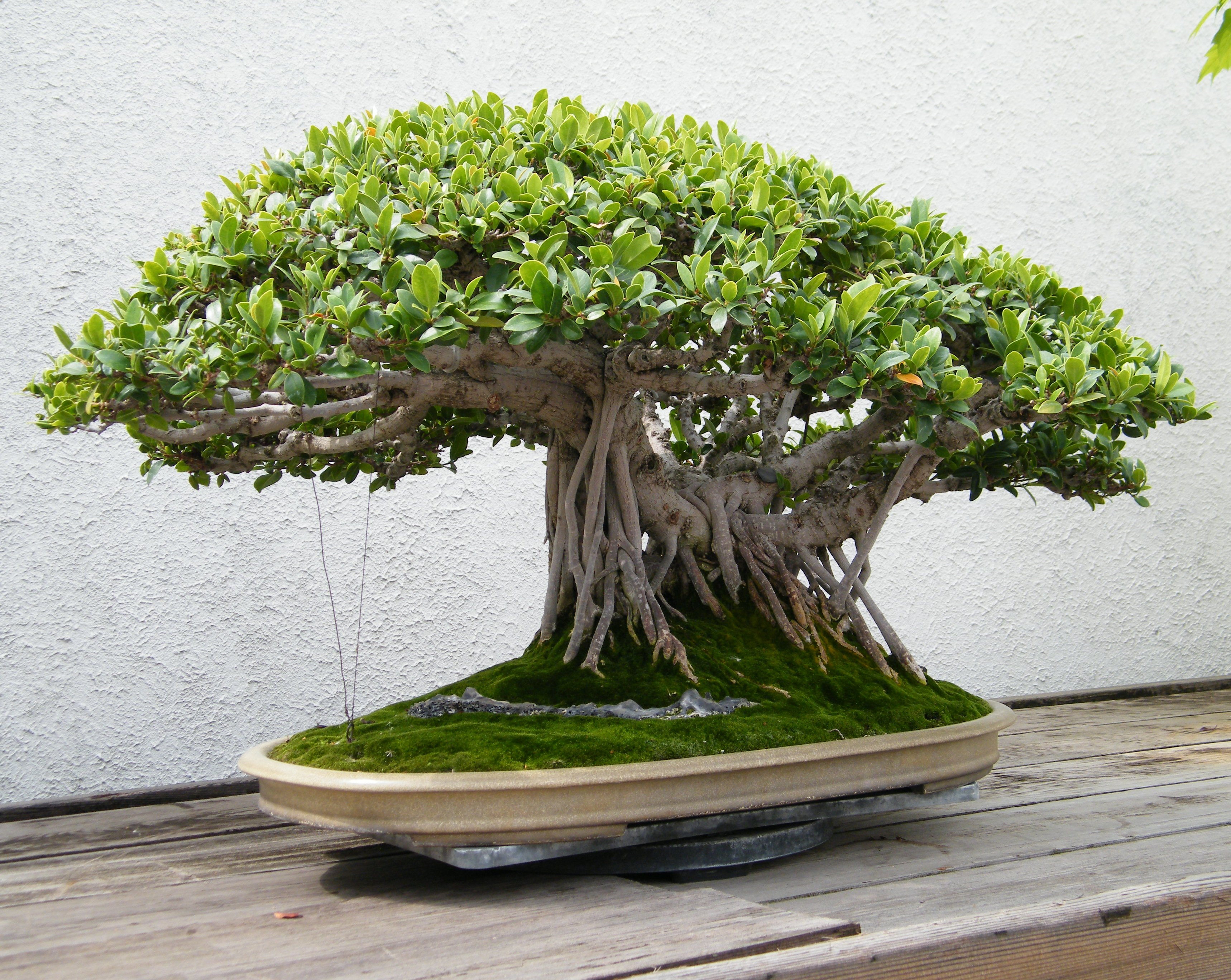
Bonsai